# قوتشون (قلعة أصغر)
قوتشون (بالفارسية: قوچون) هي قرية تقع في إيران في ناحية لاله زار.